# Rue Libotte
La rue Libotte est une rue faisant partie du quartier administratif du Longdoz à Liège en Belgique.

## Odonymie
La rue fait référence à Guillaume de Libotte, baron de Tignée, qui contribua au développement de l'hospice des orphelins créé en 1622 rue Agimont.

## Description
La rue était bordée par le site de la gare de Liège-Longdoz jusqu'à sa destruction dans les années 1970. Le long de la rue se situait la plaque tournante pour locomotives et wagons permettant la remise en tête des trains.

## Voies adjacentes
- Rue Grétry
- Rue d'Harscamp